# Tournoi de clôture du championnat d'Argentine de football 2010
Navigation
Tournoi précédent Tournoi suivant
Le tournoi de clôture de la saison 2010 du Championnat d'Argentine de football est le second tournoi semestriel de la 80e édition du championnat de première division en Argentine. Les vingt équipes sont regroupées au sein d'une poule unique où elles affrontent une fois chacun de leurs adversaires. Un classement cumulé sur les trois dernières années permet de déterminer les deux équipes reléguées à l'issue du tournoi ainsi que les deux formations engagées en barrage de promotion-relégation, mis en place à partir de cette saison.
C'est le club d'Argentinos Juniors qui remporte le tournoi après avoir terminé en tête du classement final, avec un seul point d'avance sur Estudiantes (La Plata) et quatre sur le Godoy Cruz (Mendoza). C'est le troisième titre de champion d'Argentine de l'histoire du club, le premier depuis 25 ans.

## Qualifications continentales
Le vainqueur du tournoi Clôture obtient son billet pour le premier tour de la Copa Libertadores 2011. En ce qui concerne la Copa Sudamericana 2010, la fédération argentine peut aligner 6 équipes qui sont les six premières du classement cumulé (Ouverture et Clôture).

## Les clubs participants
| \| Buenos Aires La Plata Rosario Santa Fe Mendoza Tucumán \| Villes représentées lors de la saison 2009-2010 |
| Buenos Aires La Plata Rosario Santa Fe Mendoza Tucumán                                                       |

- Atlético Tucumán
- Arsenal
- Gimnasia y Esgrima (La Plata)
- Chacarita Juniors
- Rosario Central
- Godoy Cruz (Mendoza)
- Boca Juniors
- Banfield
- Colón (Santa Fe)
- Huracán
- Independiente
- Lanús
- Newell's Old Boys (Rosario)
- Argentinos Juniors
- Racing Club
- San Lorenzo de Almagro
- Estudiantes (La Plata)
- Tigre
- River Plate
- Vélez Sársfield

## Compétition
Le barème utilisé pour établir le classement est le suivant :
- Victoire : 3 points
- Match nul : 1 point
- Défaite : 0 point

### Classement
| Rang | Équipe                        | Pts | J  | G  | N  | P  | Bp | Bc | Diff |
| ---- | ----------------------------- | --- | -- | -- | -- | -- | -- | -- | ---- |
| 1    | Argentinos Juniors            | 41  | 19 | 12 | 5  | 2  | 35 | 23 | +12  |
| 2    | Estudiantes (La Plata)        | 40  | 19 | 12 | 4  | 3  | 33 | 14 | +19  |
| 3    | Godoy Cruz (Mendoza)          | 37  | 19 | 11 | 4  | 4  | 28 | 14 | +14  |
| 4    | Independiente                 | 34  | 19 | 10 | 4  | 5  | 25 | 18 | +7   |
| 5    | BanfieldT                     | 32  | 19 | 9  | 5  | 5  | 24 | 16 | +8   |
| 6    | Newell's Old Boys (Rosario)   | 30  | 19 | 8  | 6  | 5  | 32 | 18 | +14  |
| 7    | Lanús                         | 29  | 19 | 8  | 5  | 6  | 25 | 23 | +2   |
| 8    | Racing Club                   | 29  | 19 | 9  | 2  | 8  | 21 | 22 | -1   |
| 9    | Vélez Sarsfield               | 27  | 19 | 7  | 6  | 6  | 25 | 20 | +5   |
| 10   | Huracán                       | 26  | 19 | 7  | 5  | 7  | 21 | 22 | -1   |
| 11   | Tigre                         | 24  | 19 | 7  | 3  | 9  | 28 | 26 | +2   |
| 12   | Gimnasia y Esgrima (La Plata) | 24  | 19 | 6  | 6  | 7  | 21 | 29 | -8   |
| 13   | River Plate                   | 22  | 19 | 6  | 4  | 9  | 16 | 21 | -5   |
| 14   | Colón (Santa Fe)              | 21  | 19 | 4  | 9  | 6  | 20 | 32 | -12  |
| 15   | San Lorenzo de Almagro        | 20  | 19 | 6  | 2  | 11 | 16 | 21 | -5   |
| 16   | Boca Juniors                  | 20  | 19 | 5  | 5  | 9  | 28 | 35 | -7   |
| 17   | Rosario Central               | 19  | 19 | 3  | 10 | 6  | 12 | 19 | -7   |
| 18   | Arsenal                       | 19  | 19 | 5  | 4  | 10 | 19 | 33 | -14  |
| 19   | Chacarita Juniors             | 13  | 19 | 4  | 1  | 14 | 22 | 33 | -11  |
| 20   | Atlético Tucumán              | 13  | 19 | 1  | 10 | 8  | 14 | 26 | -12  |

|  | Qualification directe pour la Copa Libertadores 2011 |
|  | T : Tenant du titre                                  |

### Classement cumulé
Un classement cumulé des tournois Ouverture et Clôture permet de déterminer les équipes qualifiées pour la Copa Sudamericana 2010.
| Rang | Équipe                        | Pts | J  | G  | N  | P  | Bp | Bc | Diff |
| ---- | ----------------------------- | --- | -- | -- | -- | -- | -- | -- | ---- |
| 1    | BanfieldOuv                   | 73  | 38 | 21 | 10 | 7  | 49 | 27 | +22  |
| 2    | Argentinos JuniorsClo         | 73  | 38 | 20 | 13 | 5  | 64 | 43 | +21  |
| 3    | Estudiantes (La Plata)        | 71  | 38 | 21 | 8  | 9  | 61 | 33 | +28  |
| 4    | Newell's Old Boys (Rosario)   | 69  | 38 | 20 | 9  | 9  | 58 | 33 | +25  |
| 5    | Independiente                 | 68  | 38 | 20 | 8  | 10 | 55 | 38 | +17  |
| 6    | Vélez Sarsfield               | 61  | 38 | 17 | 10 | 11 | 54 | 41 | +13  |
| 7    | Lanús                         | 60  | 38 | 16 | 12 | 10 | 51 | 40 | +11  |
| 8    | Colón (Santa Fe)              | 55  | 38 | 14 | 13 | 11 | 47 | 48 | -1   |
| 9    | Godoy Cruz (Mendoza)          | 53  | 38 | 14 | 11 | 13 | 46 | 42 | +4   |
| 10   | San Lorenzo de Almagro        | 52  | 38 | 15 | 7  | 16 | 44 | 41 | +3   |
| 11   | Rosario Central               | 50  | 38 | 11 | 17 | 10 | 33 | 33 | 0    |
| 12   | Boca Juniors                  | 47  | 38 | 12 | 11 | 15 | 56 | 59 | -3   |
| 13   | Racing Club                   | 46  | 38 | 13 | 7  | 18 | 38 | 48 | -10  |
| 14   | Arsenal                       | 46  | 38 | 12 | 10 | 16 | 39 | 57 | -18  |
| 15   | River Plate                   | 43  | 38 | 11 | 10 | 17 | 39 | 47 | -8   |
| 16   | Gimnasia y Esgrima (La Plata) | 37  | 38 | 9  | 10 | 19 | 37 | 58 | -21  |
| 17   | Huracán                       | 37  | 38 | 9  | 10 | 19 | 33 | 56 | -23  |
| 18   | Atlético Tucumán              | 35  | 38 | 7  | 14 | 17 | 38 | 58 | -20  |
| 19   | Chacarita Juniors             | 32  | 38 | 9  | 5  | 24 | 40 | 58 | -18  |
| 20   | Tigre                         | 32  | 38 | 9  | 5  | 24 | 46 | 68 | -22  |

|  | Qualification directe pour la Copa Sudamericana 2010                                   |
|  | Ouv : Vainqueur du tournoi d'Ouverture 2009 Clo : Vainqueur du tournoi de Clôture 2010 |

### Table de relégation
Un classement cumulé des trois dernières saisons du championnat permet de déterminer les deux équipes reléguées en Primera B et les deux qui doivent disputer un barrage de promotion-relégation. 
| Rang | Équipe                        | Pts   | J   | G | N | P | Bp | Bc | Diff |
| ---- | ----------------------------- | ----- | --- | - | - | - | -- | -- | ---- |
| 1    | Estudiantes (La Plata)        | 1,728 | 114 |   |   |   |    |    |      |
| 2    | Lanús                         | 1,675 | 114 |   |   |   |    |    |      |
| 3    | Vélez Sarsfield               | 1,631 | 114 |   |   |   |    |    |      |
| 4    | San Lorenzo de Almagro        | 1,570 | 114 |   |   |   |    |    |      |
| 5    | Boca Juniors                  | 1,561 | 114 |   |   |   |    |    |      |
| 6    | Newell's Old Boys (Rosario)   | 1,552 | 114 |   |   |   |    |    |      |
| 7    | BanfieldOuv                   | 1,517 | 114 |   |   |   |    |    |      |
| 8    | Argentinos JuniorsClo         | 1,508 | 114 |   |   |   |    |    |      |
| 9    | Independiente                 | 1,456 | 114 |   |   |   |    |    |      |
| 10   | Colón (Santa Fe)              | 1,377 | 114 |   |   |   |    |    |      |
| 11   | Godoy Cruz (Mendoza)          | 1,342 | 76  |   |   |   |    |    |      |
| 12   | River Plate                   | 1,315 | 114 |   |   |   |    |    |      |
| 13   | Tigre                         | 1,315 | 114 |   |   |   |    |    |      |
| 14   | Huracán                       | 1,289 | 114 |   |   |   |    |    |      |
| 15   | Arsenal                       | 1,254 | 114 |   |   |   |    |    |      |
| 16   | Racing Club                   | 1,210 | 114 |   |   |   |    |    |      |
| 17   | Rosario Central               | 1,149 | 114 |   |   |   |    |    |      |
| 18   | Gimnasia y Esgrima (La Plata) | 1,122 | 114 |   |   |   |    |    |      |
| 19   | Atlético Tucumán              | 0,921 | 38  |   |   |   |    |    |      |
| 20   | Chacarita Juniors             | 0,842 | 38  |   |   |   |    |    |      |

|  | Participation au barrage de promotion-relégation                                       |
|  | Relégation directe en Primera B                                                        |
|  | Ouv : Vainqueur du tournoi d'Ouverture 2009 Clo : Vainqueur du tournoi de Clôture 2010 |

### Barrage de promotion-relégation
| Équipe 1                 | Résultat | Équipe 2                           | Aller | Retour |
| ------------------------ | -------- | ---------------------------------- | ----- | ------ |
| All Boys (D2)            | 4 - 1    | Rosario Central (D1)               | 1 - 1 | 3 - 0  |
| Atlético de Rafaela (D2) | 2 - 3    | Gimnasia y Esgrima (La Plata) (D1) | 1 - 0 | 1 - 3  |

## Bilan de la saison
| Championnat d'Argentine de football 2010 | |
| Champion                                 | Argentinos Juniors (3e titre)                                                                                |
| Coupes et trophées                       | |
| Vainqueur de la Coupe d'Argentine 2010   | Non disputée                                                                                                 |
| Qualifications continentales             | |
| Copa Libertadores 2011                   | Argentinos Juniors                                                                                           |
| Copa Sudamericana 2010                   | Banfield Argentinos Juniors Estudiantes (La Plata) Newell's Old Boys (Rosario) Independiente Vélez Sarsfield |
| Promotions et relégations                | |
| Promus en Primera Division               | Quilmes All Boys Olimpo (Bahía Blanca)                                                                       |
| Relégués en Primera B Nacional           | Atlético Tucumán Chacarita Juniors Rosario Central                                                           |